# Karl von Spreti
Karl Maria Graf Von Spreti (Kapfing, 21 de mayo de 1907-Guatemala, 5 de abril de 1970) fue un arquitecto, político y diplomático germano-occidental.

## Biografía
Nació en el castillo de Kapfing el 21 de mayo de 1907, cerca de Landshut, en la Baja Baviera.
Miembro de la aristocrática familia de origen germano-italiana de los condes de Spreti, estudió Arquitectura, al igual que su tatarabuelo Leo von Klenze. Karl era el segundo hijo del terrateniente Adolf Graf von Spreti (1866-1945) y de su segunda esposa Anna Maria Gräfin Yrsch (1874-1944). Tenía tres hermanos , Cajetan (1905-1989) , Maximilian (1910-1945) y  Franz  (1914-1990). Karl se casó  con  Helene Sabina Riedl von Riedenstein (1915-1995) , con tuvo tres hijos ; Maria Gaetana Von Spreti-Matisse (1943-2001) (casada con el marchante de arte francés Pierre Matisse , hijo menor del pintor francés Henri Matisse); Arardo-Constantin (*1946) ; y Alessandro (*1958).
Antes de 1933 ingresó en el Partido Popular Bávaro. Participó en la Segunda Guerra Mundial, al término de la cual estuvo detenido durante un breve periodo de tiempo como prisionero de guerra de los aliados. En 1945 fue uno de los fundadores del Partido Demócrata-Cristiano CDP ocupando la presidencia del distrito de Lindau de 1945 a 1947. Posteriormente fue concejal en el ayuntamiento de la ciudad bávara de Lindau, de 1948 a 1956, diputado en el Bundestag de 1949 a 1956 y de 1953 a 1956 miembro de la Asamblea Parlamentaria del Consejo de Europa. En 1956 el CDP se integró en la CSU, con lo que el conde Von Spreti se convirtió en miembro de este partido político.
Fue el primer embajador de la República Federal de Alemania en Luxemburgo, de 1956 a 1959. En los siguientes años ocupó el cargo de embajador de Alemania Occidental en Cuba desde 1959 hasta 1963, en Jordania desde 1963 hasta 1965, en la República Dominicana y Haití desde 1967 a 1969, y finalmente en Guatemala desde 1969 hasta su secuestro y asesinato en 1970.
Von Spreti fue secuestrado el 31 de marzo de 1970 en la ciudad de Guatemala por el grupo guerrillero guatemalteco de ideología marxista-leninista de las Fuerzas Armadas Rebeldes (FAR), que exigió para su liberación un rescate de 700 000 dólares y la puesta en libertad de 22 prisioneros del grupo guerrillero. Los esfuerzos del Gobierno de la República Federal de Alemania por establecer un pacto con los secuestradores fueron obstaculizados por el Gobierno de Guatemala, que se negó a cualquier tipo de negociación o trato con los secuestradores.
También Estados Unidos intervino infructuosamente para negociar la liberación del embajador Von Spreti, aunque su intervención fue del todo ineficaz. Finalmente Von Spreti fue asesinado el 5 de abril de 1970 tras 6 días de secuestro. Su cadáver fue encontrado el mismo día de su asesinato en las cercanías de San Pedro Ayampuc, a 16 kilómetros de la capital guatemalteca. Tras este crimen, Alemania Occidental rompió relaciones diplomáticas con Guatemala. A título póstumo el canciller  guatemalteco Alberto Fuentes Mohr le concedió la Gran Cruz de la Orden de Quetzal en 1970. Además de esta condecoración póstuma, el conde Karl Maria Von Spreti recibió otras condecoraciones a lo largo de su vida. Miembro de la Soberana Orden de Malta desde 1938, en 1952 fue nombrado Caballero de la Orden Ecuestre del Santo Sepulcro de Jerusalén y en 1969 le fue concedida la Gran Cruz de la Orden del Mérito de la República Federal de Alemania.